# В бездоріжжя
«В бездоріжжя» (рос. «В распутицу») — радянський двосерійний художній фільм 1986 року.

## Сюжет
Працівник райкому Матвій Песцов пропонує ввести в ланках одного з колгоспів колективний підряд. Його починанням пручається адміністрація і голова колгоспу Волгін. Але Пєсцов не здається — і стає заступником Волгіна…

## У ролях
- Любомирас Лауцявічюс —  Матвій Пєсцов
- Марія Зубарева —  агроном Надя
- Валерій Порошин —  бригадир
- Сергій Плотніков —  Волгін
- Всеволод Санаєв —  Строгов
- Володимир Землянікін —  Бобриков
- Данило Нетребін —  колгоспник
- Михайло Брилкін —  Микита Філатович
- Олександра Данилова — епізод
- Олександра Харитонова —  дружина Волгіна

## Знімальна група
- Режисери-постановники:  Андрій Разумовський
- Автор сценарію:  Борис Можаєв
- Оператор:  Борис Брожовський
- Художник:  Володимир Кірс
- Композитор:  Ігор Єфремов